# Митчелл, Митч
Митч Митчелл (англ. Mitch Mitchell, настоящее имя Джон Грэм Митчелл, англ. John Graham Mitchell; 9 июля 1947, Илинг — 12 ноября 2008, Портленд, Орегон) — британский барабанщик-виртуоз, продюсер. Наиболее известен как барабанщик The Jimi Hendrix Experience. Журнал Rolling Stone поставил его на 8 место в списке величайших барабанщиков всех времён, а журнал Classic Rock — на 7 место в списке величайших барабанщиков рока.

## Биография
Начинал играть в различных джазовых группах, пока в 1966 году басист «The Animals» Чес Чендлер пригласил его на прослушивание американского гитариста Джими Хендрикса, после чего тот принял Митчелла в свою группу в качестве ударника. Так началась эра The Jimi Hendrix Experience с 1966—1969 гг. В 1969 году группа распалась, однако уже через год в 1970 году Хендрикс вновь приглашает Митчелла в свою новую группу. Сначала они гастролируют по США, потом начинается турне по Европе, которое было отменено в связи с болезнью Билли Кокса. Скоропостижная смерть Хендрикса 18 сентября 1970 года от передозировки снотворного положила конец группе. В дальнейшем Митчелл организовывал свои новые группы, был продюсером, но успеха уже не имел.
12 ноября 2008 года Митчелл был найден мёртвым в гостиничном номере в Портленде, штат Орегон, где выступал в рамках Experience Hendrix Tour, посвященного памяти Джими Хендрикса. Вскрытие показало, что смерть наступила от «естественных» причин. В течение многих лет у Митчелла было плохое здоровье из-за проблем с алкоголем.
Митч Митчелл похоронен в Сиэтле. У него осталась жена, дочь и двое внуков.